# Armand Olivennes
Pour les articles homonymes, voir Olivennes.
 (mai 2017).
Si vous disposez d'ouvrages ou d'articles de référence ou si vous connaissez des sites web de qualité traitant du thème abordé ici, merci de compléter l'article en donnant les références utiles à sa vérifiabilité et en les liant à la section « Notes et références ».
Armand Olivennes, né Olievenstein à Berlin le 31 janvier 1931 et mort à La Seyne-sur-Mer le 19 avril 2006, est un psychiatre et poète français.

## Biographie
Armand Olivennes est un poète prolifique à la création multiforme.
Né juif dans une Allemagne bientôt nazie, il est marqué par l'histoire et ses tourments. Arrivé en France dès les années 1930, après la Seconde Guerre mondiale, il devient psychiatre et a des démêlés avec l'administration de la Santé. 
Mais il est surtout poète et ses nombreux travaux mêlent poèmes, théâtre, contes, fables enfantines, etc. Armand Olivennes a également écrit un roman, Le Roman des deux lunes[réf. souhaitée]. Ses recueils de poèmes sont publiés chez Seghers, Pierre-Jean Oswald et Caractères.
Lecteur et critique attentif au service des autres, il fut toujours au carrefour de tous les relais de la petite édition[réf. souhaitée].
Il a aussi été mis en scène par Lionel Mazari en 2002, sur une musique d'Odile Husson dans le cadre d'un spectacle intitulé Flanqué à la porte du silence.

### Famille
Il est le frère du psychiatre Claude Olievenstein et le père de Denis, François et Frédéric Olivennes.

## Œuvres
- Chronique des temps blindés, Seghers, 1953
- Circulaire à mon amoureuse, Armand Menneuse, 1961
- Le Sentiment latéral, P.J. Oswald, 1962
- L’Enterreur, ill. Ch. Boltanski, P.J. Oswald, 1966 ; réédition Atelier Alpha Bleue, ill. Olivier Agid, 1992
- Du cœur sans gant aux gants sans cœur, Caractères, 1981
- La Métaphore et les parfumeurs, Caractères, 1982
- Hautes œuvres devant maman et le multiple, Caractères, 1983
- Saint-Cloud et Gomorrhe, Traces, 1983
- La Métempsycose du Docteur Smidi, Atelier Alpha Bleue, 1986
- L’hémisphère Ouest, Quinze-dix, 1987
- Haut-le-corps, haut-le-cœur, Le Dépli, 1987
- Le Revolver s’est suicidé, ill. Obéline Flamand, Ecbolade, 1989
- Petits cubes poétiques pour Hannah, Caractères, 1990
- Puma, ill. Françoise Duvivier, Décharges, 1991
- Politique de l’autruche, Rewidiage, 1992
- Masque sans masque, ill. Philippe Brahy, Ecbolade, 1992
- Œillet de Poète, Jean Le Mauve, 1993
- La tortue gourmette, Les Cahiers de Garlaban, 1994
- Un rayon de loup dans l’ornière, ill. Françoise Duvivier, Jalons, 1995
- La Mort infructueuse, ill. Chris Mestas, John Donne éd., 1995
- Le Chandelier des mots, ill. Ph. Brahy, Ecbolade, 1995
- Saint Glinglin, ill. Ph. Brahy, Chantepleure, 1995
- Poèmes pour disparaître, ill. Ch. Moulin-Vigan, Clappas, 1996
- Des ailes dans le plomb, ill. Pascal Ulrich, typographie Pierre Mréjen, 1996
- Frère Octave se remarie, ill. M.F. Lavaur, Traces, 1996
- Obros, ill. Ph. Brahy, Rewidiage/Polder, 1996
- Le Bonnet d’âne, ill. Jean-Marc Scanreigh, Ed. du Rouleau Libre, 1999
- Nous les schizo-cherokees et La Marchoire, Le Nœud des Miroirs, 1999
- Les Poissons nous cachent quelque chose, La Porte, 2000
- Le Poème de l’Homme-machine, Ed. du Contentieux, 2000
- Feuille de pique, Paris Méditerranéenne, 2001
- Flanqué à la porte du silence, lionel mazari éditeur 2001

## Discographie
- Petit à Petits Cubes CD 2001, production Cie d'Ariane, Orléans, musiques Claude Antonini
- Les Voleurs d'étoiles CD 1996, production Cie d'Ariane, Orléans, deux titres extraits du spectacle L’Enterreur